# Saturn (tienda)

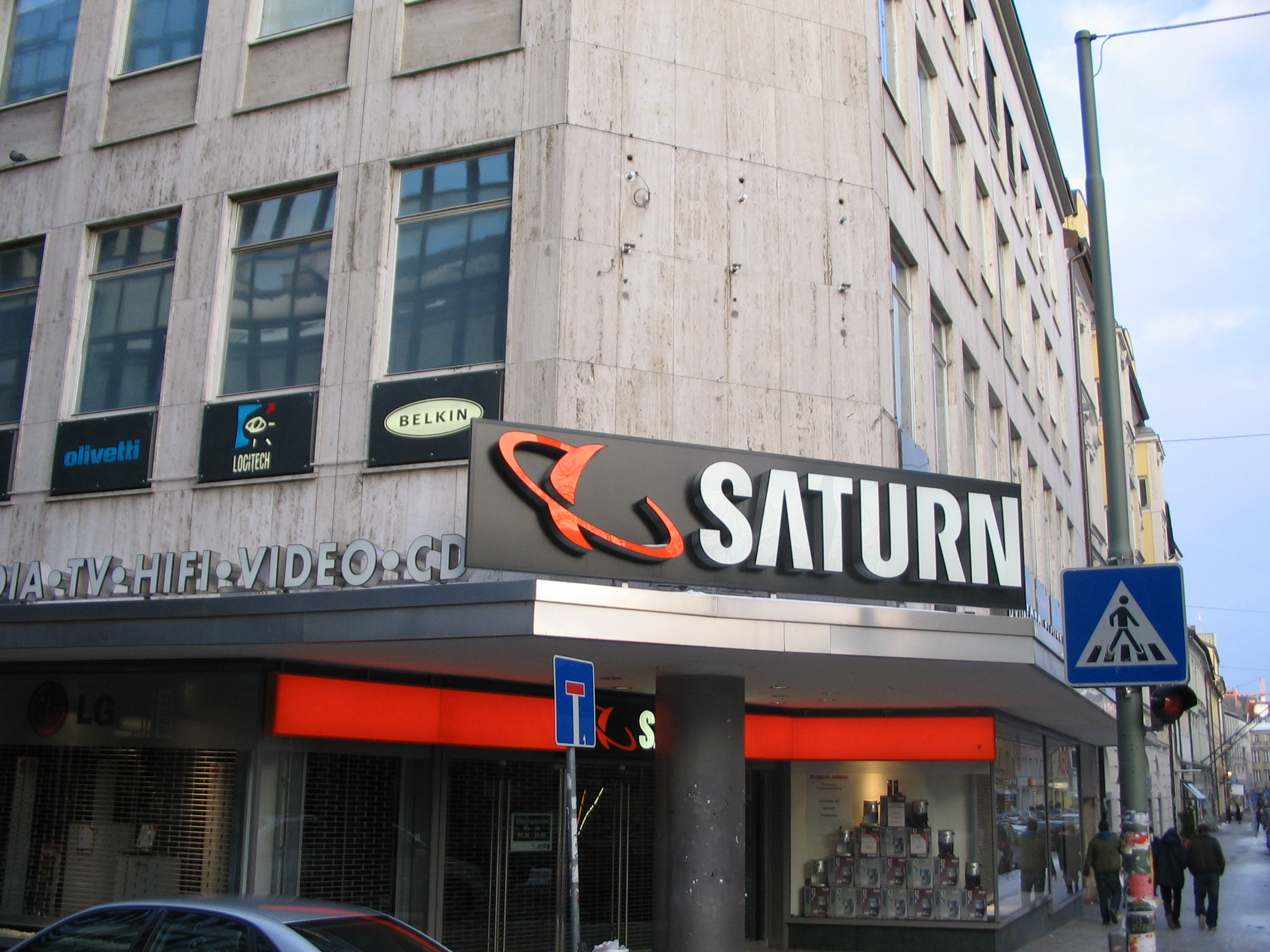
Saturn en Múnich, Alemania.

Saturn es una cadena de establecimientos alemana dedicada a la venta de electrodomésticos y electrónica. Saturn forma parte, junto con MediaMarkt y Redcoon, de MediaMarktSaturn Retail Group, filial del grupo alemán Ceconomy.
En 2010 contaba con alrededor de 240 tiendas en gran parte de Europa, estando presente en Alemania, Austria, España, Hungría, Italia, Polonia, Rusía y Suiza, entre otros.

## Cierre de filiales

### Francia
El 30 de junio de 2011, se firmó la venta de la filial en Francia de la cadena Saturn al grupo galo HTM. La totalidad de las tiendas Saturn en Francia adoptaron el nombre de Boulanger.

### España
En marzo de 2013, la filial Media-Saturn Iberia anunció el cese de actividad de Saturn en España.
De los ocho establecimientos con los que contaba en España, Saturn cerró los establecimientos de Baracaldo, San Sebastián de los Reyes, Plenilunio (Madrid), Oviedo y Murcia, que se sumaron al cierre de las tiendas en Rivas-Vaciamadrid y Baracaldo del año 2012. Por el contrario, mantuvo la actividad de los otros cuatro establecimientos situados en Las Palmas de Gran Canaria, Santa Cruz de Tenerife, Massalfassar (Valencia) e Islazul (Madrid), que pasaron a formar parte de MediaMarkt.